# SES S.A.

Logo bis 9. September 2011

Die SES S.A. (bis 2007 SES Global) ist ein international tätiger kommerzieller Satellitenbetreiber.

## Geschichte
Das Unternehmen wurde 1985 im Großherzogtum Luxemburg als Société Européenne des Satellites, zu Deutsch Europäische Satellitengesellschaft gegründet. SES ist Betreiber des Astra-Satellitensystems. Später wurden die Satellitenbetreiber GE Americom, Asiasat und New Skies Satellites N.V. übernommen und integriert. Das Unternehmen hat seinen Sitz auf Schloss Betzdorf in Betzdorf, Luxemburg.
Mit einer Flotte von 51 geostationären Satelliten erreichte der SES-Konzern im Jahr 2012 nach Eigenangaben 99 % der Weltbevölkerung. Im Oktober 2019 betrieb das Unternehmen 40 geostationäre und sieben weitere geosynchrone Satelliten, zuzüglich zwei Dutzend in mittleren Erdumlaufbahnen. Zur modernsten Flotte zählen die Satelliten der SES-Serie.
Das Unternehmen hält strategische Beteiligungen an mehreren regionalen Betreibern.
An den Börsen Luxemburg und Paris ist das Unternehmen unter dem Kürzel SESG gelistet.

## Aktionärsstruktur
Die SES-Aktien sind laut Statut fest im Verhältnis 2:1 aufgeteilt, das heißt in 66,7 %  A- und 33,3 % B-Aktien. Pro Aktie besteht ein Stimmrecht, die B-Aktien besitzen aber nur 40 % wirtschaftliches Recht. Die nicht börsengehandelten B-Aktien befinden sich in der Hand des Großherzogtums Luxemburg (11,58 % der Stimmrechte) bzw. der zwei vollständig in dessen Besitz befindlichen Kreditinstitute Banque et Caisse d’Epargne de l’Etat (BCEE, 10,88 %) und Société Nationale de Crédit et d’Investissement (SNCI, 10,88 %). Die A-Aktien bestehen fast vollständig aus frei börsengehandelten, treuhänderisch bei der BCEE verwahrten Hinterlegungsscheinen (Fiduciary Depositary Receipts, FDR), die im Unterschied zu den restlichen 0,8 % registrierten A-Aktien nicht zur Teilnahme an Hauptversammlungen berechtigen.

## Aufbau des Unternehmens
SES unterhält zahlreiche Tochterunternehmen für den Betrieb seiner Satellitenflotte. Zu den weiteren größeren Beteiligungen zählen:

### Regionale Satellitenbetreiber
- Ciel Satellite Group (70 %)[8]
- Quetzsat (100 %)[8]
- YahLive (35 %)[8]
- O3b Networks (100 %)[9]
- LuxGovSat (50 %)[10][8]

(Angaben in Klammern geben prozentuale Beteiligung an)

### Dienstleistungsunternehmen
- HD PLUS GmbH (100 %)[8]
- MX1 GmbH (100 %)[8]
- SES Broadband Services (100 %)[8]
- SES Government Solutions (100 %)[8]

(Angaben in Klammern geben prozentuale Beteiligung an)